# Henri Brégi
Henri Brégi (✰ Sedan, 04 de dezembro de 1888;  ✝ Saint-Mandrier, 14 de janeiro de 1917) foi um aviador francês, pioneiro da aviação. 

## Histórico
Henri Brégi estudou em Paris e se graduou em engenharia elétrica, mas decidiu usar seus conhecimentos na aviação que estava nos seus primórdios. A oposição da família o obrigou a adiar seus planos, mas em 1908, ele já construía e testava modelos em escala de aeroplanos, com a ajuda do irmão Christian e de Louis Paulhan (seu instrutor de pilotagem).
Com um desses modelos ele ganhou um concurso cujo prêmio era uma célula de avião Voisin, sem motor nem hélice. O trio montou uma oficina em Issy-les-Moulineaux e preparou o avião, colocando-o em condições de voo. Com ele participaram entusiasticamente da Grande Semaine de Paris, e diante de um grande público, Brégi conquistou boa parte dos prêmios oferecidos, e como último ato, realizou um voo de 33 minutos, um feito impressionante para a época.
Por conta dessas realizações, na primeira semana de janeiro de 1910, Brégi entrou para seleto grupo de pioneiros da aviação, recebendo o certificado Nº 26 do Aéro-Club de France (Ae.C.F.), com data retroativa de 21 de dezembro de 1909.
Logo depois, ele viajou para a Argentina e lá realizou uma série de voos de exibição significativos, entre fevereiro e junho daquele ano. De volta à França, ele participou dos principais encontros e competições de aviação, e em outubro de 1910, se alistou no serviço militar, e serviu como piloto principalmente no Marrocos durante o ano de 1911. Entre 1912 e 1914, ele se especializou em hidroaviões e continuou vencendo várias competições.
Brégi morreu em ação, quando foi abatido pela tripulação de um submarino alemão e caiu no mar, na região de Toulon em 14 de janeiro de 1917.